# Citadelle de Valenciennes
La citadelle de Valenciennes est un ouvrage militaire aujourd'hui en grande partie détruit situé à Valenciennes dans le département du Nord en région Hauts-de-France.

## Déclassement et vestiges
La citadelle est comme l'enceinte de la ville démantelée à la fin du XIXe siècle, il n'en subsiste aujourd'hui qu'une partie du front côté ville comprenant une partie des bastions 15 et 16 et la demi-lune 75.